# Ритов
Ритов (бел. Рытаў) — деревня в Маложинском сельсовете Брагинского района Гомельской области Белоруссии.

## География

### Расположение
В 22 км на юго-восток от Брагина, 48 км от железнодорожной станции Хойники (на ветке Василевичи — Хойники от линии Калинковичи — Гомель), 139 от Гомеля.

## Транспортная сеть
Транспортные связи по просёлочной, затем автомобильной дороге Комарин — Брагин.
Планировка состоит из прямолинейной улицы, близкой к меридиональной ориентации, к которой с востока под прямым углом присоединяются 2 короткие, параллельные между собой улицы. Застройка деревянными домами усадебного типа.

## История
По письменным источникам известна с XVII века как селение в Речицком повете Минского воеводства ВКЛ. В инвентаре Гомельского староства 1640-х годов упомянута как село Ритовичи. После 2-го раздела Речи Посполитой (1793 год) в составе Российской империи.
Наиболее активно застраивалась в 1920-е годы. В 1931 году организован колхоз. Во время Великой Отечественной войны фашисты в сентябре 1943 года полностью сожгли деревню. В 1959 году в составе колхоза «Первомайск» (центр — деревня Маложин).

## Население

### Численность
- 2004 год — 35 хозяйств, 91 житель.

### Динамика
- 1930 год — 38 дворов, 200 жителей.
- 1940 год — 46 дворов.
- 1959 год — 239 жителей (согласно переписи).
- 2004 год — 35 хозяйств, 91 житель.